# La Mariée rouge
Pour plus de détails, voir Fiche technique et Distribution.
La Mariée rouge est l'épisode 5 de la série télévisée néo Polar réalisé par Jean-Pierre Bastid, diffusé en 1985.
La Mariée rouge a été adapté du roman de Hervé Jaouen.

## Fiche technique
- Réalisation : Jean-Pierre Bastid
- Scénario et adaptation : Jean-Jacques Tarbès
- Son : Thierry Compain

## Distribution
- Philippe Klébert : Didier
- Rachel Jenevein : Camille
- Luc Guivier (pseudonyme: Céline Ertaud) : Jean-Pierre
- Carla Andipatin : Marie
- Patrick Laurent : Riton
- Laurent Gendron : Lou
- Jean-Michel Dagory : Nono
- Jacques FABER : Gannes
- Olivier Hémon : Lagarde
- Julien Dubois : Julien
- Philippe Cottereau : Le directeur de la banque
- Ticky Holgado (pseudonyme: Ticky) : Le boucher de Marseille
- Willy Braque : Trésor
- Corine Urbain : La tenancière de l'auberge